# بیمبو جت
بیمبو جت (به انگلیسی: Bimbo Jet) یک گروه موسیقی دیسکوی دونفرهٔ فرانسوی در دههٔ ۱۹۷۰ میلادی بود. اعضای بیمبو جت کلود مورگان و لوران روسی بودند. عمدهٔ شهرت آن‌ها به‌خاطر قطعهٔ «El Bimbo» است که در سال ۱۹۷۴ منتشر شد. «اِل بیمبو» در زمان انتشارش در چندین کشور اروپایی جزو ترانه‌های پرفروش روز بود و از آن زمان تا به امروز بارها توسط خوانندگان و موسیقی‌دانان دیگر اجرا شده‌است.

## اعضا
کلود مورگان زادهٔ سال ۱۹۴۷ در شهر سوسه تونس است. او آهنگساز قطعهٔ «خودت را خواهی شناخت» است که آن-ماری داوید با آن در رقابت‌های یوروویژن سال ۱۹۷۳ شرکت کرد و برندهٔ آن دوره از مسابقات شد.
لوران روسی در ۲۲ مه ۱۹۴۸ در پاریس متولد شد. او یکی از دو فرزند تینو روسی (خوانندهٔ فرانسوی) و حاصل ازدواج او با لیلیا وِتی (هنرپیشهٔ ایتالیایی) بود. لوران روسی از سال ۱۹۶۸ تا ۱۹۸۱ به عنوان خواننده، ترانه‌سرا و تهیه‌کنندهٔ موسیقی به‌صورت شخصی یا به‌همراه پدرش فعالیت داشت. او در اوت ۲۰۱۵ به‌علت سکتهٔ قلبی در خانه‌اش درگذشت و در آرامگاه خانوادگی‌شان در کنار پدر و مادرش به خاک سپرده شد.

## ال بیمبو

### موقعیت در جدول‌های فروش
| چارت موسیقی (۱۹۷۴–۱۹۷۵)   | بالاترین جایگاه |
| ------------------------- | --------------- |
| جدول تک‌آهنگ‌های آلمان      | ۲۶              |
| هیت‌پاراد سوئیس            | ۳               |
| او۳ تاپ ۴۰ اتریش          | ۳               |
| جدول تک‌آهنگ‌های بریتانیا   | ۱۲              |
| اولتراتاپ بلژیک (والونیا) | ۹               |
| وی‌جی-لیستای نروژ          | ۵               |

### بازخوانی‌ها
- ۱۹۷۴ - پل موریا یک نسخهٔ بی‌کلام از ترانه را تنظیم و با ارکسترش اجرا کرد.[۹] اجراهای متعددی از این نسخه بارها در آلبوم‌های مختلف او بازنشر شده‌است.
- ۱۹۷۴ - ماریون رون خوانندهٔ اهل فنلاند این قطعه را کاور کرد.[۱۰]
- ۱۹۷۵ - رزانا فراتلو به زبان ایتالیایی و با نام Il bimbo این قطعه را اجرا کرد.[۱۱]

- ۱۹۷۷ - احمدظاهر  خوانندهٔ اهل کشور افغانستان این آهنگ را به زبان فارسی با شعری از ابوالحسن ورزی بازخوانی کرد.[۱۲]

- ۲۰۰۵ - مارلین مورو نسخه‌ای فرانسوی‌زبان از ترانه را اجرا کرد که ۹ هفته جزو پرفروش‌ترین‌های فرانسه بود و تا ردهٔ ۲۹ آن جدول صعود کرد.[۱۳]